# Piołunka
Piołunka – wieś w Polsce położona w województwie świętokrzyskim, w powiecie jędrzejowskim, w gminie Sędziszów.
Piołunka jest położona na terenie nizinnym, większość obszaru obejmują pola uprawne. Wieś graniczy z Zielonkami, Krzcięcicami i Mierzynem.
W latach 1975–1998 miejscowość administracyjnie należała do województwa kieleckiego.

## Części wsi
| SIMC    | Nazwa  | Rodzaj    |
| ------- | ------ | --------- |
| 0993314 | Występ | część wsi |

## Zabytki
Park z XIX w., wpisany do rejestru zabytków nieruchomych (nr rej.: A.138 z 6.12.1957).